# Ian Rush
Ian James Rush, MBE, (n. 20 octombrie 1961, St Asaph⁠(d), Țara Galilor, Regatul Unit) este un fost jucător de fotbal din Țara Galilor.

## Premii obținute
- Gheata de aur (19)